# NGC 6056
NGC 6056 est une vaste et lointaine galaxie lenticulaire située dans la constellation d'Hercule. Sa vitesse par rapport au fond diffus cosmologique est de 11 883 ± 7 km/s, ce qui correspond à une distance de Hubble de 175,3 ± 12,3 Mpc (∼572 millions d'al). NGC 6056 a été découverte par l'astronome américain Lewis Swift en 1886. Cette galaxie a aussi été observée par Swift exactement deux années plus tard, mais il ne s'est pas rendu compte qu'il l'avait déjà inscrite à ses notes. Elle a été incluse à l'Index Catalogue sous la désignation IC 1176.
NGC 6056 fait partie du superamas d'Hercule. Steinicke utilise la désignation DRCG 34-... pour plusieurs galaxies du superamas d'Hercule. Cette désignation indique que ces galaxies figurent au catalogue des amas galactiques d'Alan Dressler. Le nombre 34 correspond au 34e amas du catalogue, soit Abell 2151, et les chiffres suivant 34 et le tiret indiquent le rang de la galaxie dans la liste.
Pour NGC 6056 la base de données NASA/IPAC utilisent les désignations suivantes : 
- ABELL 2151:[D80] 101 pour le catalogue de Dressler ;
- ABELL 2151:[BO85] 007 pour le l'article de Butcher et Oemler[7] ;
- ABELL 2151:[MGT95] 108 pour l'article Maccagni, Garilli et Tarenghi[8].